# Hawaii State Art Museum

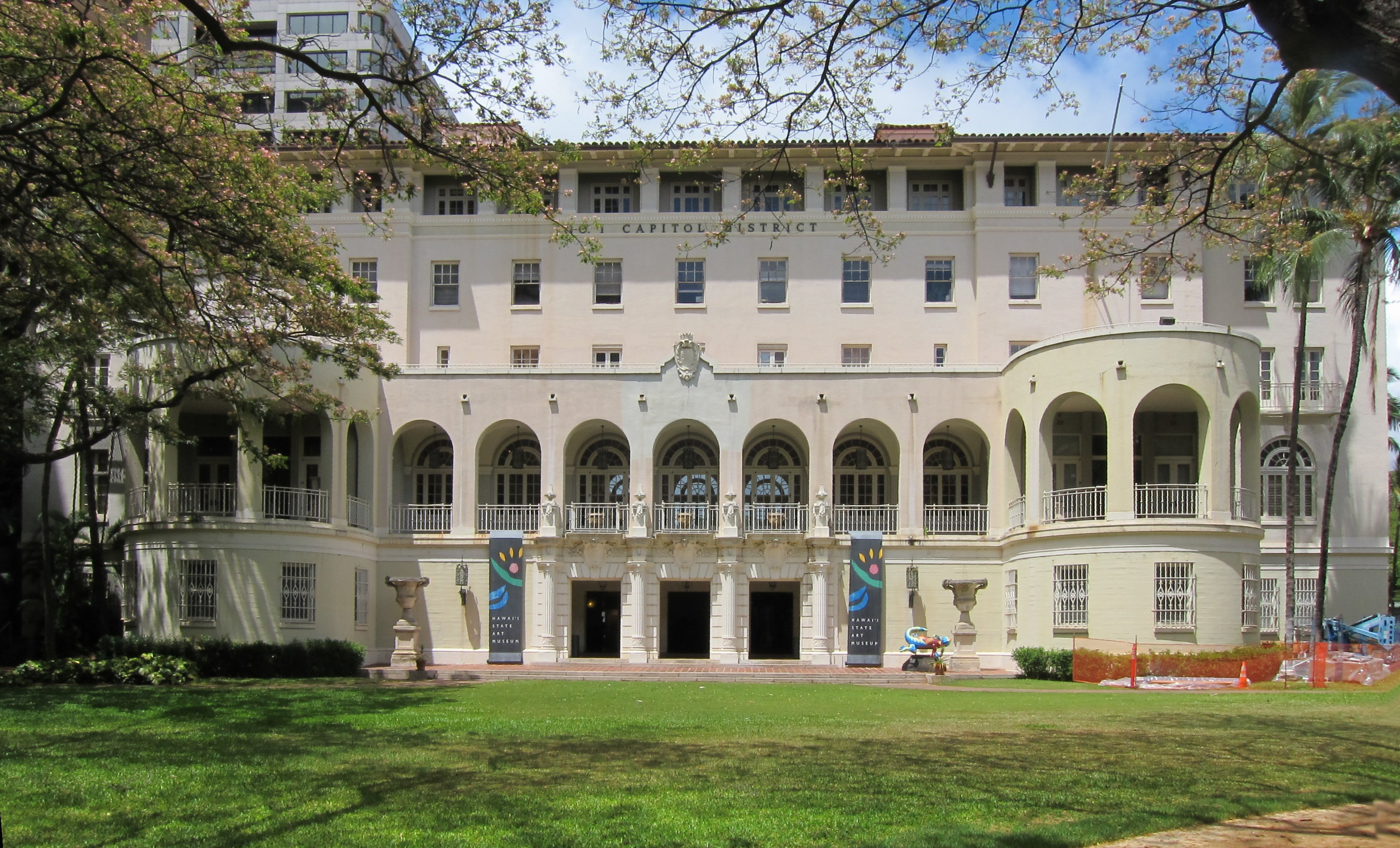
Bâtiment du district du Capitole n°1, siège du musée d'art d'État d'Hawaï

Le bâtiment n°1 du district du Capitole, sur le site de l'ancien bâtiment du YMCA des forces armées, abrite désormais le musée d'art de l'État d’Hawaï ainsi que la fondation de l’État d’Hawaï sur la Culture et les arts.

## Histoire
Alors qu'ils étaient tous les deux au cabinet, sous le roi Kamehameha V, les hommes politiques américains John Mott-Smith et Charles Coffin Harris convainquent la législature d'ouvrir un hôtel, qui est fondé en 1872. L'hôtel est converti en auberge de jeunesse YMCA en 1917 et utilisé par l'armée pendant la Première Guerre mondiale. En 1926, le bâtiment infesté de termites est démoli et un nouveau conçu dans le style de la mission espagnole par Lincoln Rogers de la société Emory & Webb le remplace,.
Le nouveau bâtiment est inauguré le 16 mars 1928. Le bâtiment en forme de U de deux étages comprend une piscine dans sa cour.

## Le musée
Le musée d'art de l'État d'Hawaï est géré par la Fondation d’État d’Hawaï pour la culture et les arts et est situé au deuxième étage du bâtiment n° 1 du district du Capitole. L'entrée est toujours gratuite.
Le musée se compose de trois galeries. En plus des expositions temporaires, qui changent, il compte une exposition permanente d'art hawaïen. Il reflète un mélange des traditions ethniques et culturelles d'Hawaï à travers 132 œuvres d'art de 105 artistes.
L'exposition est composée principalement d'œuvres datant des années 1960 à nos jours Sculpteur Satoru Abe (né en 1926), sculpteur Bumpei Akaji (1921-2002), sculpteur Sean KL Browne (né en 1953), sculpteur Edward M. Brownlee (né en 1929), Mark Chai (né en 1954), Jean Charlot (1898-1979), Isami Doi (1883-1931), Juliette May Fraser (1887-1983), Hon Chew Hee (1906-1993), le céramiste Jun Kaneko (né en 1942), John Melville Kelly (1877-1962), Sueko Matsueda Kimura (1912- 2001), la céramiste Sally Fletcher-Murchison (née en 1933), le graveur Huc-Mazelet Luquiens (1881-1961), le céramiste David Kuraoka (né en 1946), Ben Norris (1910-2006), Louis Pohl (1915-1999), le sculpteur Esther Shimazu (née en 1957), Shirley Ximena Hopper Russell (1886-1985), Tadashi Sato (1954-2005), Reuben Tam (1916-1991), la céramiste Toshiko Takaezu (1922-2011), Masami Teraoka (né en 1936), Madge Tennent (1889-1972) et le sculpteur Michael Tom (1946-1999) font partie des artistes dont les œuvres sont exposées.